# Elsa Darciel
Elsa Darciel, geboren Elza Dewette, (Sint-Amandsberg, 12 april 1903 – Hofstade (Oost-Vlaanderen), 8 februari 1998) was een Belgisch danseres en choreografe.
Ze werd geboren binnen het gezin van Rachel Maria Hubertina Blaes, dochter van Edward Blaes. Haar peetvader is Jules De Bruycker. In de Gentse deelgemeente Wondelgem ligt de Elza Darcielstraat. Haar strijden voor Vlaamse gelijkheid zorgde er mede voor dat de Universiteit van Gent "vernederlandiseerd" werd. 
Darciel volgde in eerste instantie een muziekopleiding bij Miss Barber, een leerlinge van Johannes Brahms en familie van Samuel Barber. Haar vader, ingenieur met een hoge functie binnen de post/telefonie, week vermoedelijk als gevolg van de Eerste Wereldoorlog uit naar Londen. Zij belandde op de prestigieuze Kensington Highschool. Ze wilde chemie studeren aan de Universiteit van Londen. Thuis werd ze opgevoed met Friedrich Nietzsche (filosofie), Heinrich Heine (literatuur) en Richard Wagner (muziek). Na de oorlog keerde ze terug naar België en moest toezien dat haar diploma’s niet golden in België en dat ze terechtkwam in een verfranst Brussel.
Van 1924 tot 1931 was ze werkzaam bij een Belgisch damesblad, waarbij ze interviews afnam van bijvoorbeeld Douglas Fairbanks en Mary Pickford. Echter in 1922 zag ze in de Parkschouwburg Isadora Duncan dansen en een wereld ging voor open. Op eigen geld kon ze bij Duncan enige privélessen ballet te Nice volgen. Haar ouders zagen een loopbaan in het ballet niet zitten, maar Darciel zette door en nam lessen bij Kurt Jooss en Rudolf von Laban (bekend van Bewegungslehre).
In 1930 opende ze onder de naam Elsa Darciel de dansopleiding "School voor Euritmie" in Brussel, waar ze een gevolg gaf aan haar opleiding. Een optreden in Bozar, toen nog Paleis voor Schone Kunsten geheten, kreeg goede kritieken. Ze schreef voor haar leerlingen choreografieen in de stijl van expressionistische balletten, vaak gebaseerd op Vlaamse thema’s, zoals Heer Halewijn op muziek van Charles Van den Borren (1934) en Tijl Uilenspiegel van Richard Strauss (gedurende de Tweede Wereldoorlog). Van haar hand verscheen in 1941 het boekwerk Naar een Vlaamse danskunst. In 1946/1947 bevond ze zich in de Verenigde Staten, waar ze lezingen gaf en familie bezocht. Bij terugkeer werd ze door Volksontwikkeling ingeschakeld om overal op te treden tot aan televisie-uitzendingen aan toe (Tweede TV-ballet). In 1965 trad ze terug uit het publieke leven en begon aan een studie Spaans. 
Ze eindigde in armoe; haar huurcontract in Tervuren werd een keer opgezegd, ze moest genoegen nemen met een eenkamerwoning in Ukkel en overleed in rusthuis Weyveldt in Hofstade, nabij Aalst.  